# 제자도의 댓가
제자도의 대가(독일어: Nachfolge [ˈnaːxˌfɔlɡə])는 독일의 신학자 디트리히 본회퍼가 1937년에 쓴 책으로, 기독교 사상의 고전으로 분류된다. 이 책은 본회퍼가 그리스도를 따른다는 것이 무엇을 의미하는지 상세하게 설명하는 산상수훈 해설을 중심으로 구성되어 있다. 이 책은 독일에서 나치 정권이 들어서던 1937년에 처음 출판되었다. 본회퍼의 제자도 신학이 발전하여 결국 그의 죽음을 초래한 것은 이러한 배경에서였다.

## 요약
이 책에서 가장 많이 인용되는 부분 중 하나는 본회퍼가 "값싼" 은혜와 "값비싼" 은혜를 구별하는 내용을 다루고 있다. 본회퍼에 따르면,
"값싼 은혜는 회개를 요구하지 않는 용서와, 교회 권징이 없는 세례를 전파하는 것이다. [죄에 대한] 고백이 없는 성찬이다. 값싼 은혜는 제자도가 없는 은혜이고, 십자가가 없는 은혜이며, 살아 계시고 성육신하신 예수 그리스도가 없는 은혜다."
본회퍼는 값싼 은혜란 다음과 같은 복음이 전해지는 것을 듣는 것이라고 말한다: “물론 너희가 죄를 지었으나 이제는 모든 것이 용서되었으니 너희가 그대로 있어 용서의 위로를 누리느니라.” 그러한 선언의 가장 큰 결함은 제자도에 대한 요구가 없다는 것이다. 값비싼 은혜와는 대조적으로,
"값비싼 은혜는 예수님을 따르라는 은혜로운 부르심으로 우리를 직면한다. 그것은 상한 심령과 통회하는 마음에 대한 용서의 말씀으로 온다. 그것은 사람으로 하여금 그리스도의 멍에를 메고 그분을 따르도록 강요하기 때문에 값비싼 것이다. 예수께서는 “내 멍에는 쉽고 내 짐은 가볍다”고 말씀하셨기 때문에 그것은 은혜이다."